# Everybody Plays the Fool
"Everybody Plays the Fool" é o título de uma canção composta por J. R. Bailey, Rudy Clark e Williams Ken, indicada ao Grammy de Melhor canção de R&B em 1973. A primeira gravação da música foi lançada pela banda The Main Ingredient, liderada por Cuba Gooding, tornando-se o single mais bem-sucedido do grupo. O cantor Aaron Neville gravou uma versão cover de "Everybody Plays the Fool", em 1991 que também atingiu o Top 10 da Billboard. Além disso, foi um single número 1 na Nova Zelândia. A canção também apareceu no seriado Todo Mundo Odeia o Chris sobre como ser um Badboy e também apareceu em "Abandon All Hope" da série Sobrenatural.                                                                               